# Bellsjön
Bellsjön är en sjö i Bollnäs kommun i Hälsingland och ingår i Ljusnans huvudavrinningsområde. Sjön är 8 meter djup, har en yta på 0,568 kvadratkilometer och är belägen 158,1 meter över havet.

## Delavrinningsområde
Bellsjön ingår i det delavrinningsområde (678898-152691) som SMHI kallar för Mynnar i Lilla Flugen. Medelhöjden är 212 meter över havet och ytan är 10,62 kvadratkilometer. Det finns inga avrinningsområden uppströms utan avrinningsområdet är högsta punkten. Vattendraget som avvattnar avrinningsområdet har biflödesordning 3, vilket innebär att vattnet flödar genom totalt 3 vattendrag innan det når havet efter 52 kilometer. Avrinningsområdet består mestadels av skog (84 procent). Avrinningsområdet har 0,61 kvadratkilometer vattenytor vilket ger det en sjöprocent på 5,7 procent.